# Райне
Райне (нім. Rheine) — місто в Німеччині, у землі Північний Рейн-Вестфалія. Підпорядковується адміністративному округу Мюнстер. Входить до складу району Штайнфурт.
Населення становить 76 123 ос. (станом на 31 грудня 2020).

## Географія

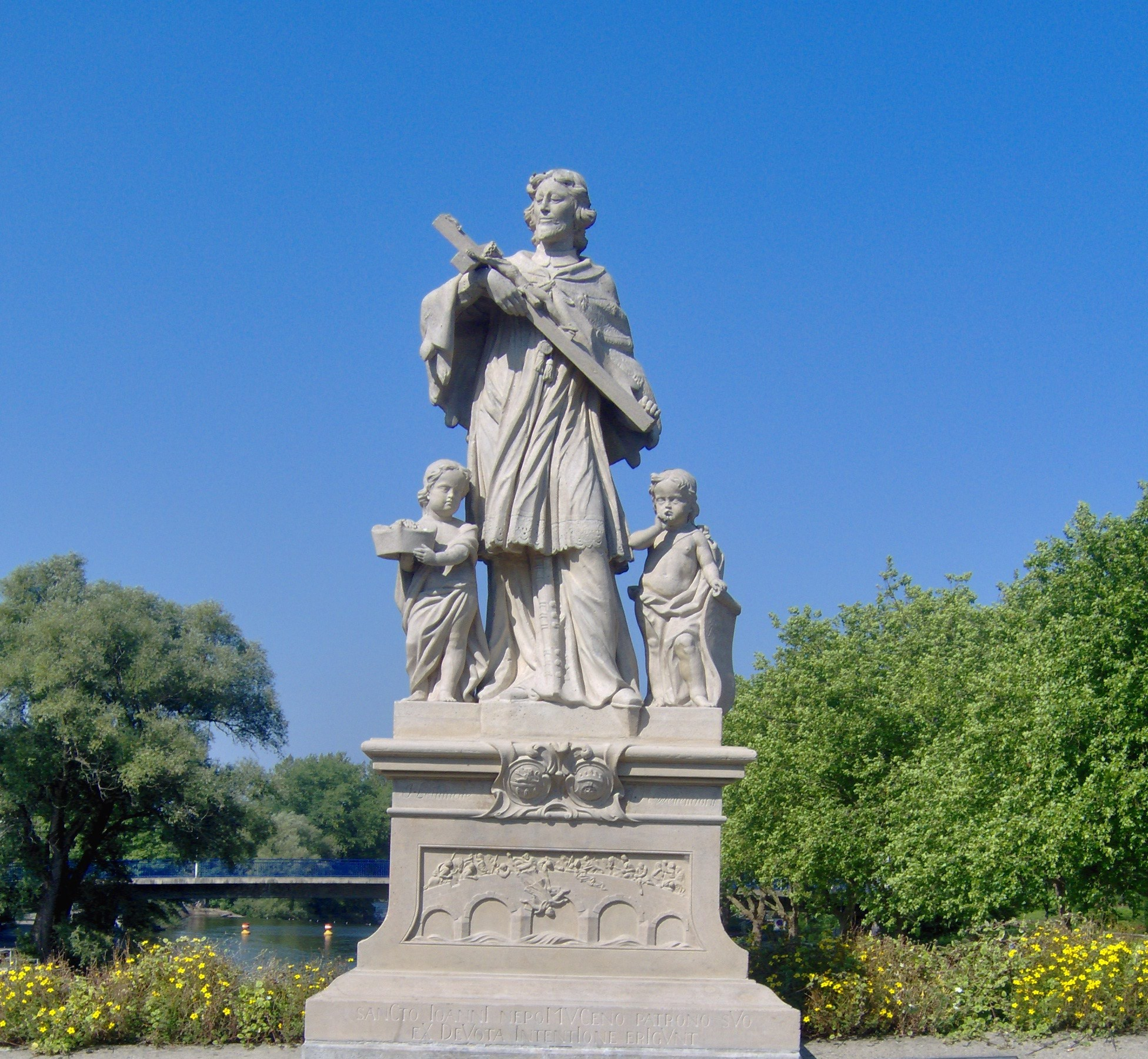

Площа — 145,08 км2.

### Сусідні міста та громади
Райне межує з 5 містами / громадами:
- Зальцберген
- Шпелле
- Герстель
- Емсдеттен
- Ноєнкірхен

## Світлини

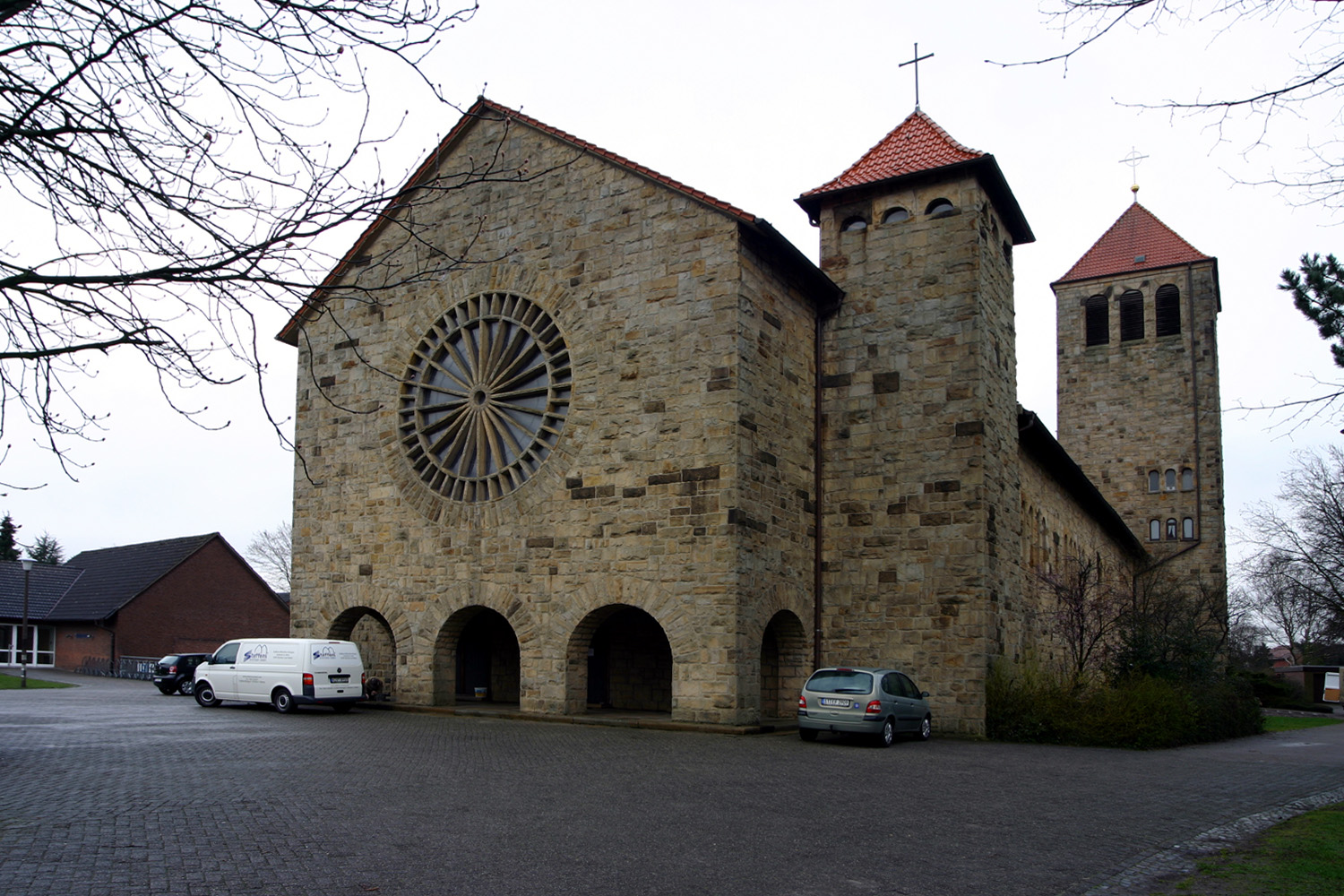
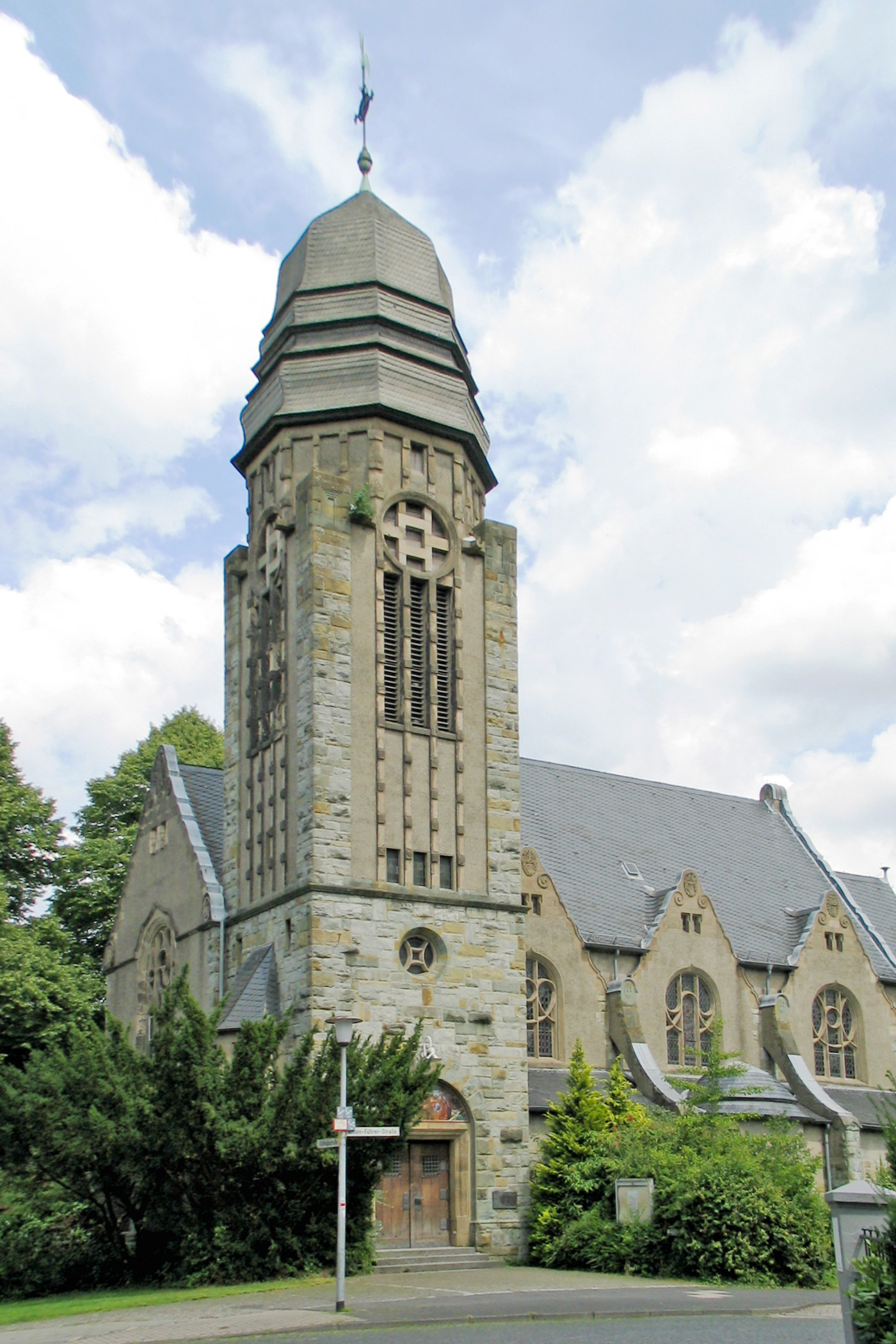
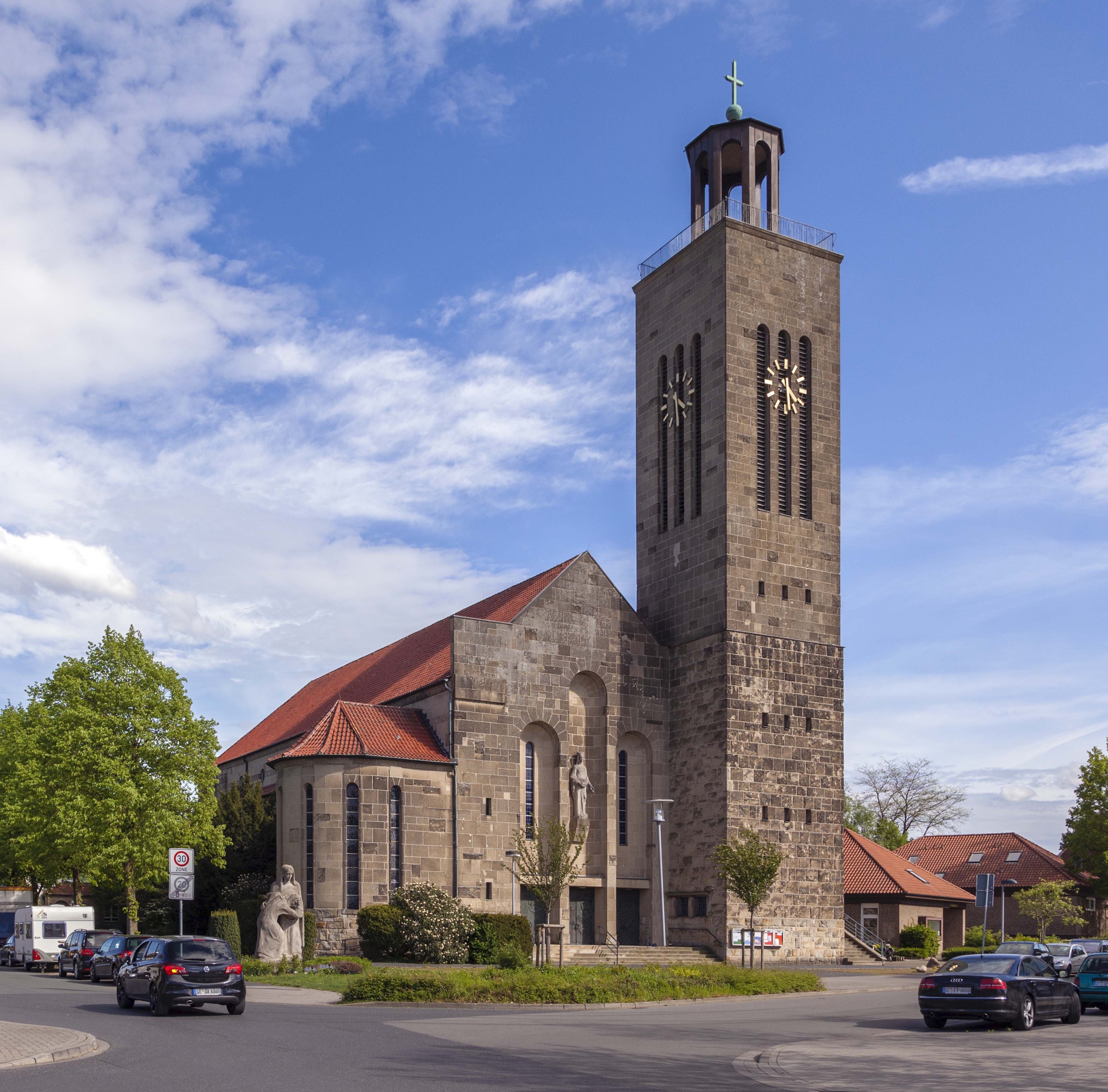
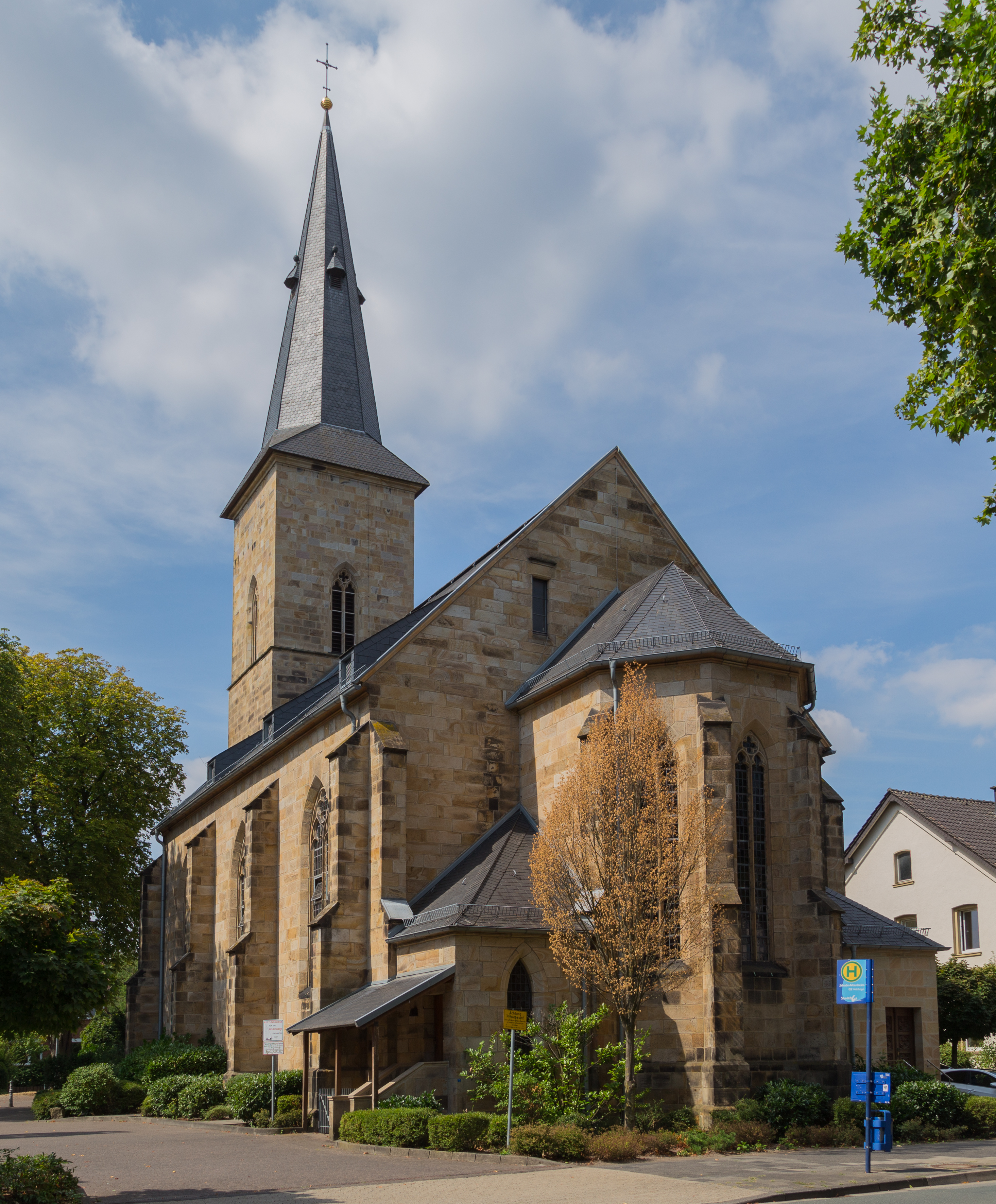
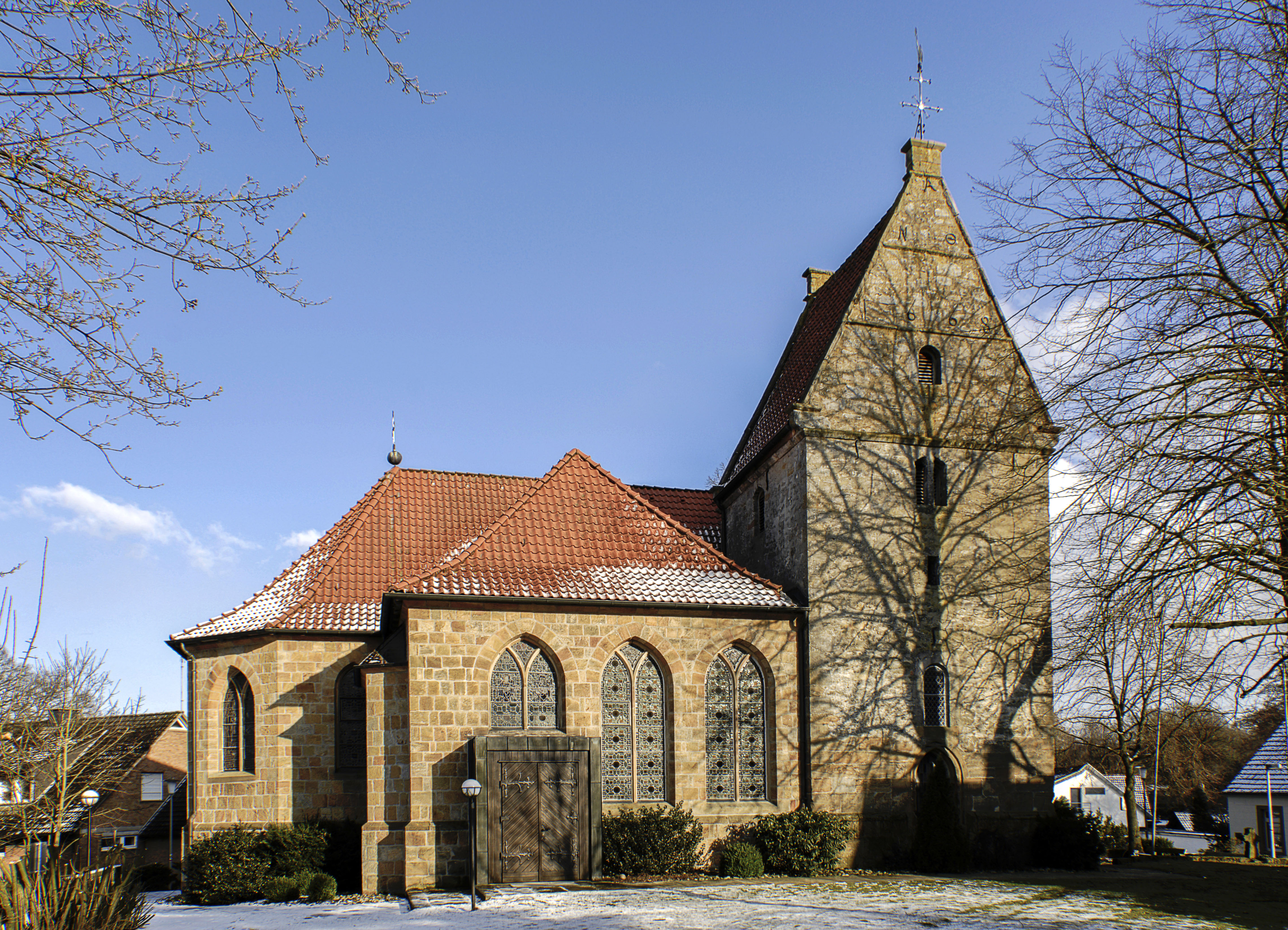
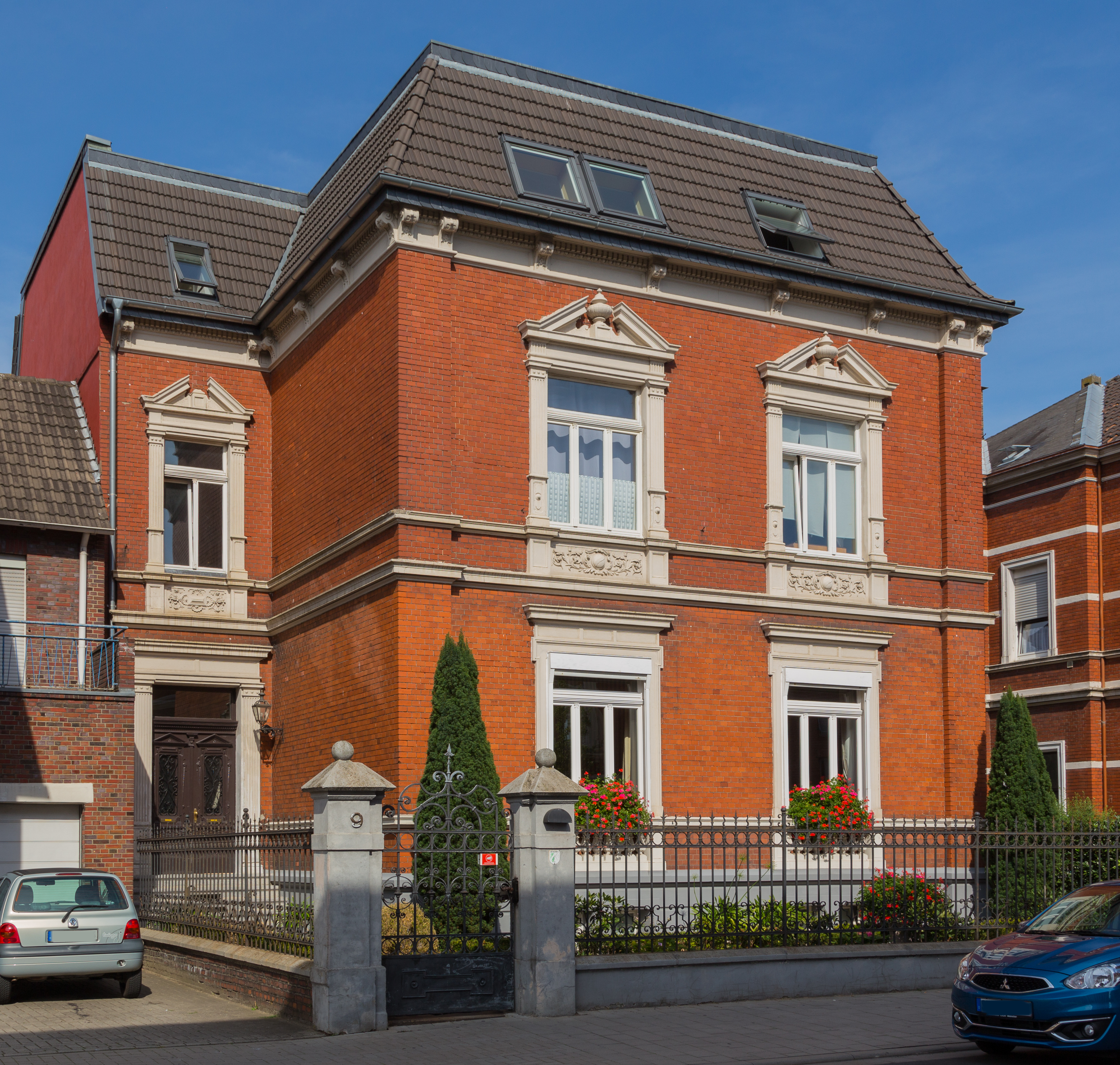
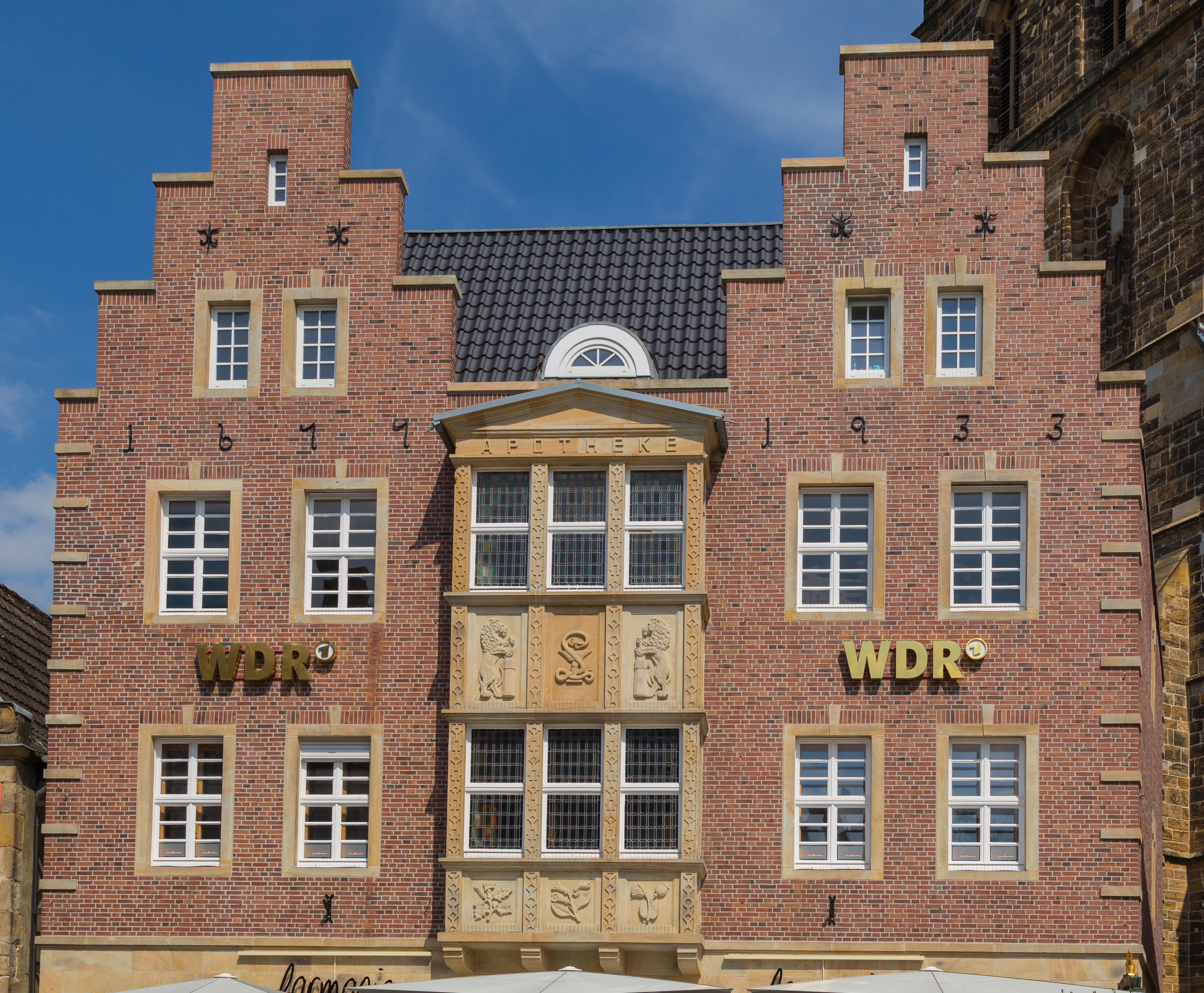

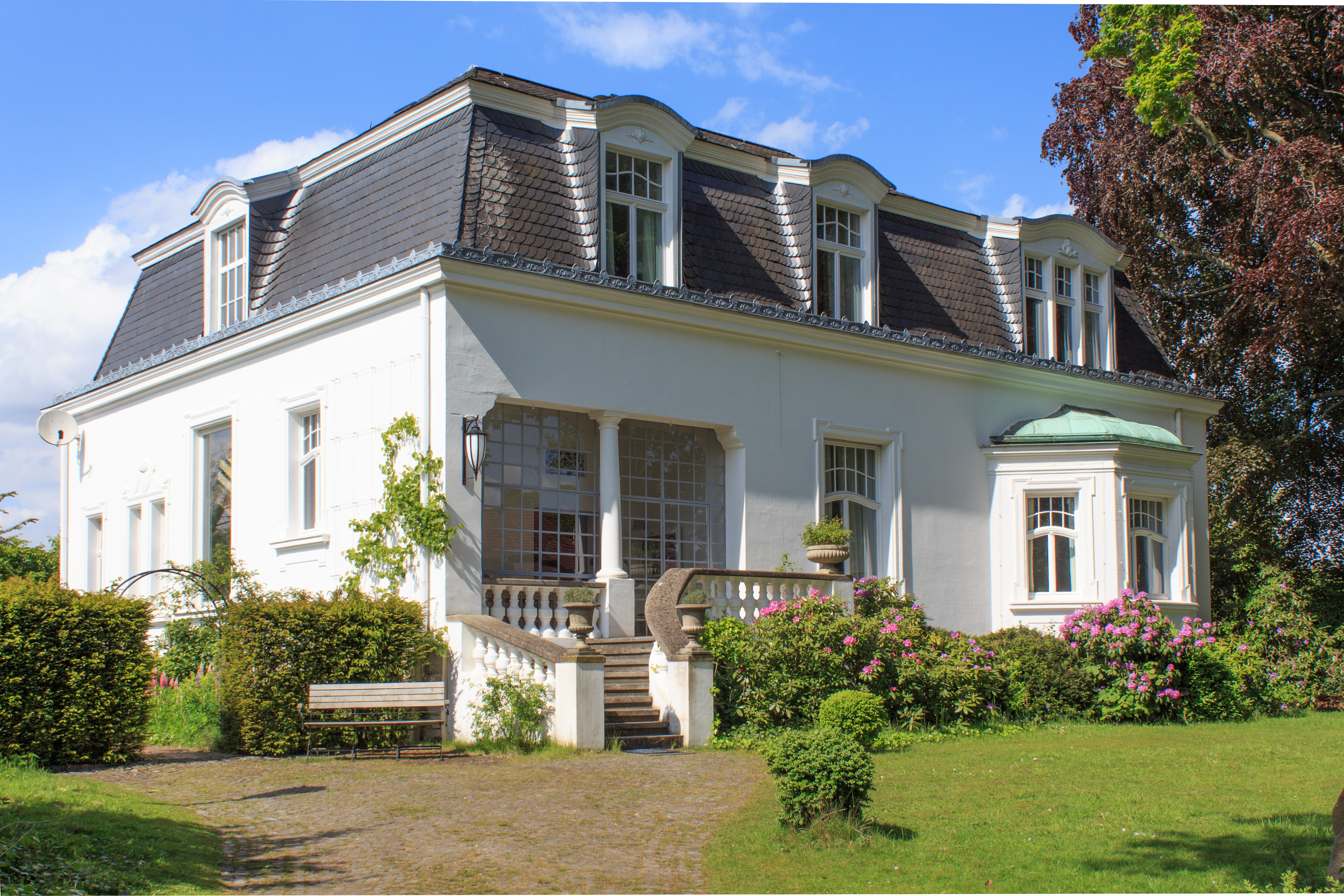
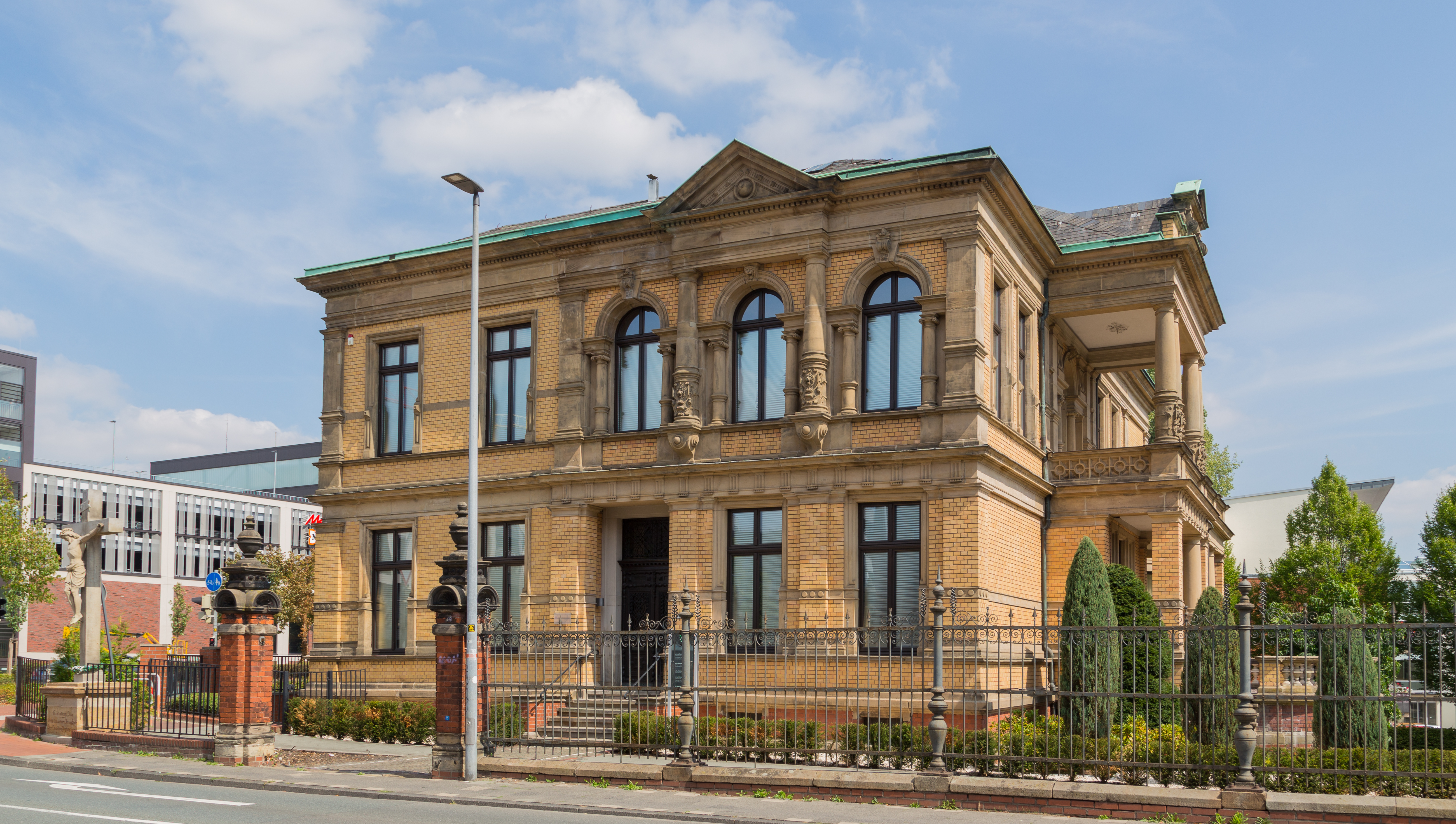
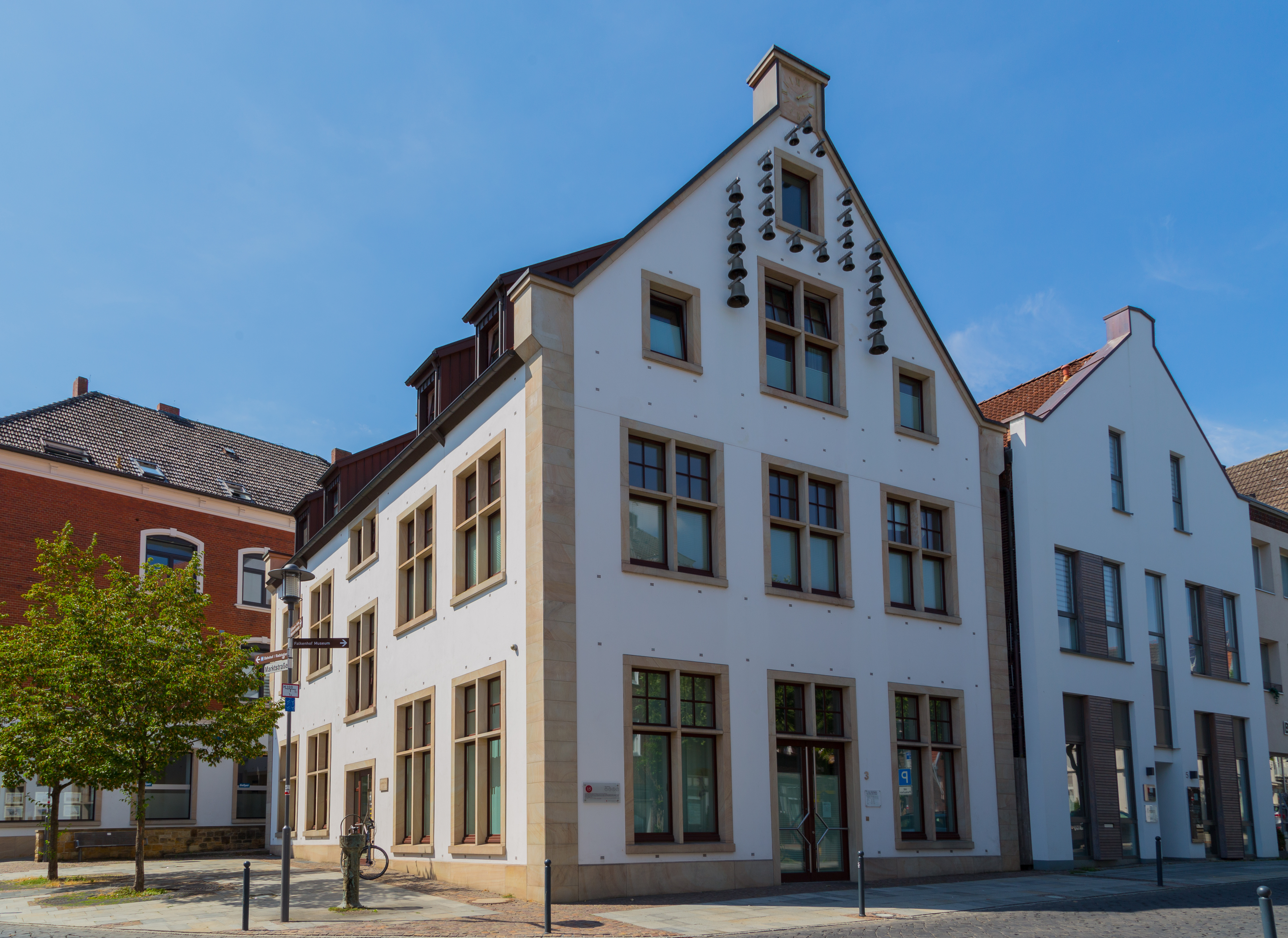
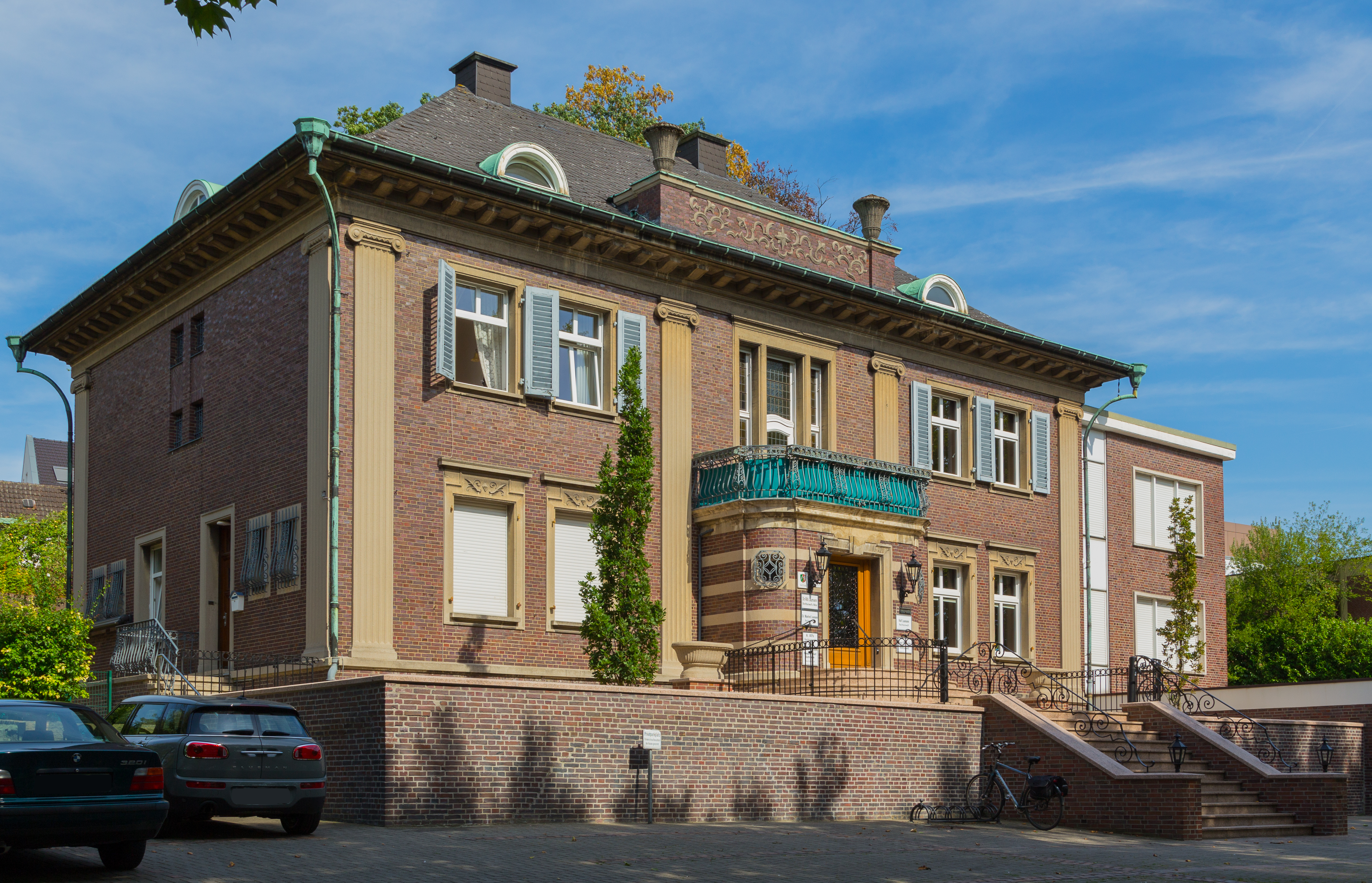
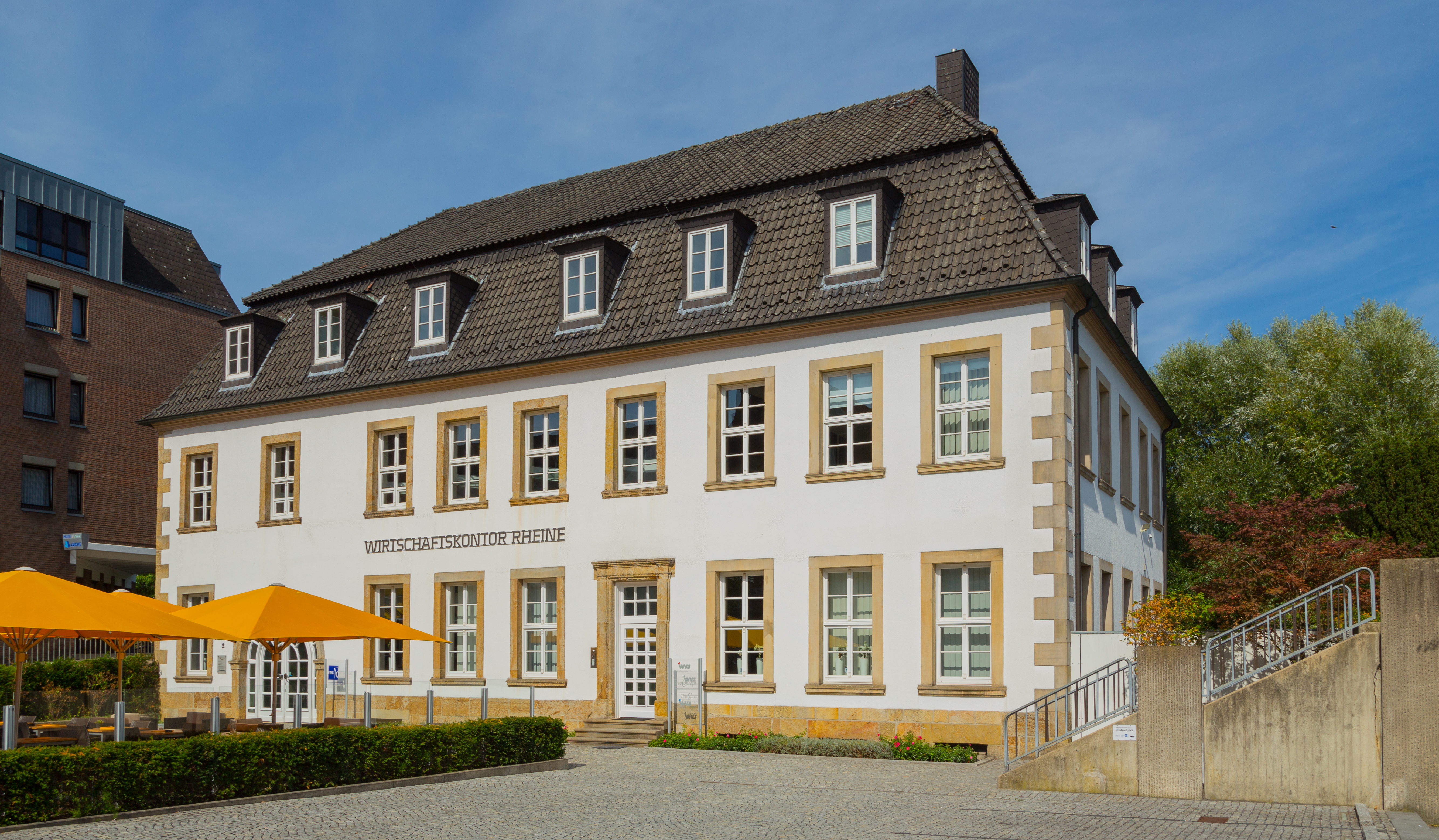

## Клімат
| Кліматограма Райне | Кліматограма Райне | Кліматограма Райне | Кліматограма Райне | Кліматограма Райне | Кліматограма Райне | Кліматограма Райне | Кліматограма Райне | Кліматограма Райне | Кліматограма Райне | Кліматограма Райне | Кліматограма Райне |
| --- | ------------------ | ------------------ | ------------------ | ------------------ | ------------------ | ------------------ | ------------------ | ------------------ | ------------------ | ------------------ | ------------------ |
| С | Л                  | Б                  | К                  | Т                  | Ч                  | Л                  | С                  | В                  | Ж                  | Л                  | Г                  |
| 75 5 1 | 59 6 0             | 62 9 2             | 56 14 5            | 65 18 9            | 73 21 12           | 83 23 14           | 85 22 14           | 71 19 12           | 68 14 8            | 70 9 4             | 77 6 2             |
| Середня макс. і мін. температури повітря (°C) Атмосферні опади (мм), за рік : 844 мм. Джерело: Райне «Climate-Data.org» (англ.) |                    |                    |                    |                    |                    |                    |                    |                    |                    |                    |                    |

### Адміністративний поділ
Місто  складається з 15 районів:
- Альтенрайне
- Бентлаге
- Катенгорн
- Доренкамп
- Дутум
- Ельте
- Ешендорф
- Геллендорф
- Гауенгорст
- Райне
- Мезум
- Родде
- Шлойпе
- Шотток
- Вадельгайм